# Maria Brockerhoff
Maria Brockerhoff (n. iulie 1942, Hamburg) este o fostă actriță și fotomodel german.
Ea a studiat ca graficiană, și pe lângă a fost model. În iulie 1965 este aleasă la un concurs de frumusețe „Deutschen Gretchen 65“. Ca urmare va primi roluri în câteva comedii. În 1965 jocă fără drept de muncă american, în filmul "The Silencers" produs în Hollywood. În 1966 apare poza ei în ca. 26 de reviste americane. Tratativele cu casa de filme Columbia Pictures au eșuat. Deoarece casa de filme pretindea un contract pe șapte ani. În decembrie 1968 apare pe prima pagină a unei reviste playboy. Maria Brockerhoff a jucat în diferite seriale TV, ca apoi să fie de presa cotidiană, dată uitării. În ultimul timp a lucrat în München la o agenție de reclame, iar după căsătorie se mută în California.

## Filmografie
- 1964: Die schwedische Jungfrau
- 1965: Ich kauf' mir lieber einen Tirolerhut
- 1965: Komm mit zur blauen Adria
- 1966: Der Lord mit der MP (Le saint prend l'affût)
- 1967: Pension Clausewitz
- 1968: Hannibal Brooks
- 1968: Komm nur, mein liebstes Vögelein
- 1969: Hugo, der Weiberschreck
- 1969: Unser Doktor ist der Beste
- 1969: Die Jungfrauen von Bumshausen
- 1969: Luftsprünge (TV-Serie)
- 1970: Hurra, ein toller Onkel wird Papa
- 1970: Frisch, fromm, fröhlich, frei
- 1972: Tatort – Kressin und die Frau des Malers
- 1973: Der Kommissar – Tod eines Buchhändlers
- 1975: Bitte keine Polizei – Honig und Pfeffer